# Kailarsenia
Kailarsenia é um género botânico pertencente à família Rubiaceae.